# Весна — большая вода
«Весна́ — больша́я вода́», или «Весна. Большая вода», — пейзаж русского художника Исаака Левитана (1860—1900), написанный в 1897 году. Принадлежит Государственной Третьяковской галерее в Москве (инв. 5295). Размер картины — 64,2 × 57,5 см (по другим данным, 65 × 57,5 см). Полотно «Весна — большая вода» относят к «мажорной серии» произведений Левитана 1895—1897 годов, в которую, кроме него, включают картины «Март» (1895), «Золотая осень» (1895), «Свежий ветер. Волга» (1895) и другие.
Исследователи творчества Левитана полагают, что первоначальный этюд для картины «Весна — большая вода» был создан весной 1896 года, хотя в некоторых публикациях его появление связывают с пребыванием художника в Тверской губернии весной 1895 года. Над окончательной версией полотна Левитан работал зимой 1896/1897 годов. Картина была представлена на 25-й выставке Товарищества передвижных художественных выставок («передвижников»), открывшейся в марте 1897 года в Санкт-Петербурге, а в апреле того же года переехавшей в Москву. В том же 1897 году, ещё до начала выставки, пейзаж был приобретён у автора Козьмой Солдатёнковым. В 1901 году по завещанию Солдатёнкова картина была передана в Московский Румянцевский музей. В 1925 году, после расформирования Румянцевского музея, полотно попало в собрание Третьяковской галереи.
Искусствовед Алексей Фёдоров-Давыдов относил картину «Весна — большая вода» к числу «значительнейших произведений Левитана» и считал, что она является «одной из самых тонких, лирических картин» художника. По мнению искусствоведа Татьяны Коваленской, это полотно «знаменует собой „воссоединение“ Левитана периода его подмосковных и волжских пейзажей с Левитаном „Марта“ и „Золотых осеней“» и подтверждает, что поэтическая правда русского пейзажа состоит для художника «больше в его тонкой одухотворённости, нежели в декоративной яркости красок».

## История

### Предшествующие события и работа над картиной
На 24-й выставке Товарищества передвижных художественных выставок («передвижников»), открывшейся 11 февраля 1896 года в Санкт-Петербурге, экспонировались такие известные в будущем картины Левитана, как «Март», «Золотая осень», «Свежий ветер. Волга» и другие. Хотя представленные на выставке полотна Левитана были по-разному встречены критиками, в большинстве рецензий они были оценены положительно, что, по словам искусствоведа Алексея Фёдорова-Давыдова, свидетельствовало «о наступившем признании таланта художника, своеобразия его творчества и его яркой индивидуальности». В том же году картины «Март» и «Золотая осень», отражающие поиски художником «большей цветности и декоративности палитры», были приобретены у автора Павлом Третьяковым.

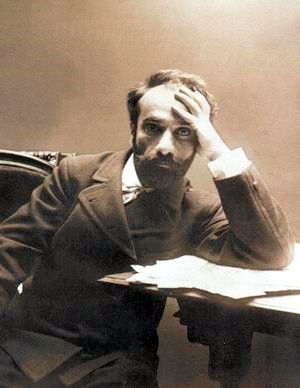
Исаак Левитан (фотография 1899 года)

Весной 1896 года Левитаном были исполнены этюды «Цветущие яблони» (созданная на их основе картина с 1995 года хранится в собрании Третьяковской галереи). Исследователи творчества художника полагают, что той же весной он работал и над этюдом для картины «Весна — большая вода», а сама картина создавалась по этому этюду и последующему эскизу зимой 1896/1897 годов. По некоторым сведениям, во время работы над картиной Левитан ездил в «полюбившийся ему тверской озёрный край». Также встречаются утверждения, что этюд мог быть написан не в 1896 году, а в 1895-м, когда Левитан жил и работал в усадьбе Горка, расположенной в полутора километрах от деревни Островно, в то время находившейся на территории Вышневолоцкого уезда Тверской губернии, а ныне входящей в состав Удомельского района Тверской области. Искусствовед Фаина Мальцева писала: «Знаменательно, что впервые в сознании художника образ этого пейзажа возник ещё в 1894 году, во время его жизни за границей, вместе с воспоминаниями о родной стране. Можно думать, что, переполненный этим волновавшим его чувством, Левитан в одну из ближайших вёсен и начал работать над этой темой».
В начале июня 1896 года Левитан посетил Всероссийскую промышленную и художественную выставку, открывшуюся 28 мая того же года в Нижнем Новгороде. На этой выставке экспонировались восемнадцать его картин — фактически это был первый столь широкий ретроспективный показ творчества художника. По всей видимости, над окончательным вариантом полотна «Весна — большая вода» Левитан работал в конце 1896 года — начале 1897 года в Москве, в доме-мастерской в Большом Трёхсвятительском переулке, выделенном ему в 1889 году предпринимателем и меценатом Сергеем Морозовым.
В период работы над картиной мастерскую Левитана посетил журналист и писатель Виктор Гольцев. Свои впечатления он описал в статье «В мастерской художника», опубликованной в газете «Русские ведомости» от 25 января 1897 года. Это была первая и, как потом оказалось, единственная прижизненная публикация о Левитане. В статье были приведены краткие описания картины «Весна — большая вода» и других произведений, над которыми работал в то время Левитан. Гольцев закончил свою статью следующими словами: «Такие картины мог написать только человек, который глубоко, поэтично любит родную природу<…>. За эту сознательную любовь, за это одухотворение природы нельзя в достаточной степени отблагодарить И. И. Левитана».

### 25-я передвижная выставка и продажа картины
В начале февраля 1897 года значительно ухудшилось состояние здоровья Левитана, страдавшего ревматическим миокардитом. Друзья и знакомые художника были сильно обеспокоены его самочувствием. В один из дней его навестил Василий Поленов, вслед за которым пришли Антон Чехов и Виктор Гольцев. Вместе с ними был московский предприниматель и меценат Козьма Солдатёнков, по поводу которого автор биографии Левитана Андрей Турков писал: «Хотелось ли последнему подбодрить больного или он действительно пленился новыми работами Левитана, только Солдатёнков тут же купил картину „Весна — большая вода“ и два этюда». Турков также сообщал, что перед визитом к Левитану Чехов и Гольцев были у Солдатёнкова «на блинах», так что вполне вероятно, что тот купил произведения художника не без их подсказки. Известно, что Солдатёнков заплатил за полотно «Весна — большая вода» и два этюда 1100 рублей.

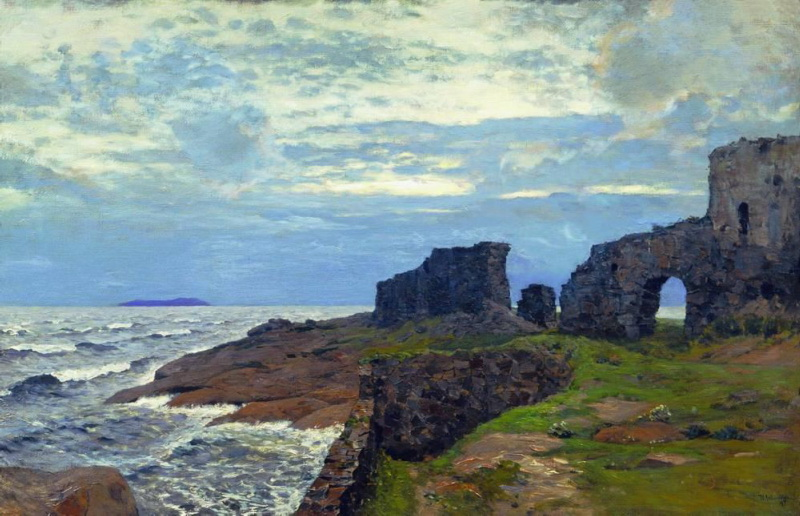
Исаак Левитан. Остатки былого. Сумерки. Финляндия (1897, ГТГ)

Вместе с другими произведениями Левитана, среди которых были «Цветущие яблони», «Последние лучи солнца. Осиновый лес», «Остатки былого. Сумерки. Финляндия», «Море. Финляндия», а также несколько этюдов, картина «Весна — большая вода» (под названием «Весна (большая вода)») экспонировалась на 25-й выставке Товарищества передвижных художественных выставок («передвижников»), открывшейся 2 марта 1897 года в Санкт-Петербурге, а в апреле того же года переехавшей в Москву. Петербургская часть выставки проходила в здании Общества поощрения художеств, а московская — в помещении Московского училища живописи, ваяния и зодчества. В каталоге выставки было указано, что картина «Весна — большая вода» является собственностью Козьмы Солдатёнкова. Сам Левитан из-за болезни не смог посетить выставку. Летом, осенью и зимой 25-я передвижная выставка продолжила своё путешествие по другим городам Российской империи, побывав в Харькове (в августе — октябре), Полтаве (в октябре — ноябре), Одессе (в ноябре — декабре) и Киеве (в декабре — январе).
В ряде критических статей, посвящённых 25-й передвижной выставке, представленные там произведения Левитана получили довольно сдержанную оценку. Сергей Дягилев (С. Д.) в издании «Новости и Биржевая газета» (выпуск от 5 марта 1897 года) писал, что «Левитан нас в этом году совсем не обрадовал», хотя «одно время он развивался необыкновенно быстро и обещал что-то удивительное по чисто русской оригинальности и силе». По мнению Дягилева, только картина «Последние лучи солнца» напоминает прежние творения художника, «остальные же экземпляры неудачны». Владимир Стасов в той же газете (выпуск от 4 апреля 1897 года) отмечал, что некоторые представители пейзажного жанра «даже как будто приостановились и далее не идут — например, Левитан, вначале так блистательно проблиставший». В статье, опубликованной в газете «Новое время» (номер от 26 марта 1897 года), художник и критик Николай Кравченко также отметил, что Левитан на этот раз не представил «ничего особенно выдающегося», однако при этом похвалил картины «Весна — большая вода» и «Остатки былого. Сумерки. Финляндия».

### Последующие события
В начале мая 1900 года, навещая в Химках студентов своего пейзажного класса, работавших там на пленэре на снятой для них даче, Левитан простудился, что привело к тяжёлому осложнению болезни сердца. Художник возвратился в Москву, но излечиться ему не удалось — он скончался 22 июля (4 августа) 1900 года. В 1901 году была организована посмертная выставка Левитана, проходившая в Санкт-Петербурге и Москве. На экспозиции, первая часть которой проходила в залах Императорской Академии художеств, а вторая — в помещении Московского общества любителей художеств, было представлено более 140 картин и множество этюдов. Среди экспонатов посмертной выставки была и «Весна — большая вода».

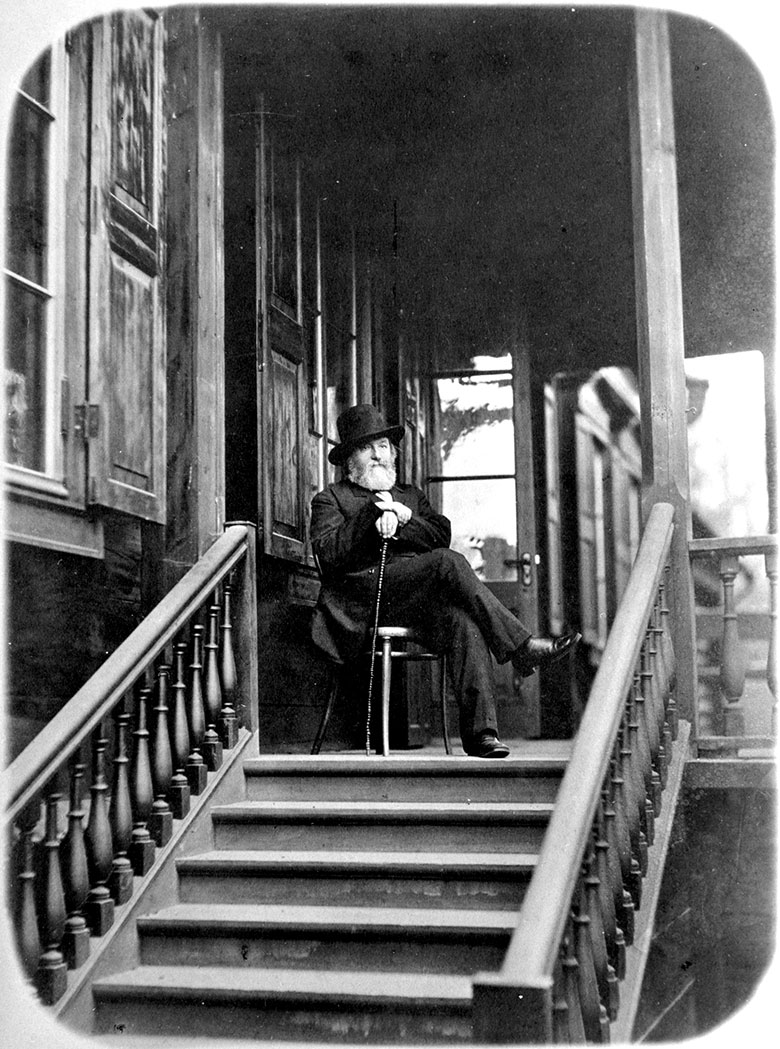
Козьма Солдатёнков на крыльце своего дома в Кунцево (фото 1890-х годов)

На рубеже XIX и XX веков полотно «Весна — большая вода» хранилось в загородной усадьбе «Кунцево», которую Козьма Солдатёнков приобрёл в 1865 году (ранее усадьба принадлежала князьям Нарышкиным). Известно, что картина находилась в комнате, в которой размещалась библиотека. В 1901 году Солдатёнков скончался. По его завещанию, его коллекция картин в том же году поступила в собрание Московского Румянцевского музея. В опубликованном в 1915 году каталоге музея у полотна «Весна — большая вода» (указанного под номером 393) стояла пометка «дар К. Т. Солдатёнкова». В 1925 году, после расформирования Румянцевского музея, картины из коллекции Солдатёнкова были распределены по разным музеям СССР. Часть из них, включая картину «Весна — большая вода», была передана в Государственную Третьяковскую галерею.
Впоследствии картина «Весна — большая вода» экспонировалась на ряде выставок, в том числе на персональных выставках Левитана, состоявшихся в 1938 году в Государственной Третьяковской галерее в Москве и в 1939 году в Государственном Русском музее в Ленинграде, а также на юбилейной, посвящённой 100-летию со дня рождения художника выставке, проходившей в 1960—1961 годах в Москве, Ленинграде и Киеве. В 1971—1972 годах картина принимала участие в приуроченных к столетию ТПХВ выставках «Передвижники в Государственной Третьяковской галерее» (Москва) и «Пейзажная живопись передвижников» (Киев, Ленинград, Минск, Москва). Она также входила в число экспонатов юбилейной выставки к 150-летию со дня рождения Левитана, проходившей с октября 2010 года по март 2011 года в Новой Третьяковке на Крымском Валу. В 2020 году полотно «Весна — большая вода» экспонировалось на выставке «Русская жизнь. Живопись второй половины XIX — начала XX века», проходившей с октября по декабрь в Челябинском государственном музее изобразительных искусств. В 2023 году левитановские пейзажи «Весна — большая вода», «Свежий ветер. Волга» и «На Волге» составили экспозицию выставки «Три шедевра Левитана в Чувашии», проходившей с октября по декабрь в Чувашском государственном художественном музее в Чебоксарах.
Картина «Весна — большая вода» также неоднократно экспонировалась в других странах Европы и Азии: в 1960 году — на выставке русской и советской живописи в Париже (под ошибочным названием «Свежий ветер. Волга»), в 1964 году — на выставке русского и советского искусства, проходившей в Мальмё и Бухаресте, в 1966—1967 годах — на организованной в Токио и Киото выставке «Шедевры современной живописи из СССР», в 1974 году — на проходившей в Риме и Флоренции выставке «Русская и советская живопись с XIV века до наших дней», в 1978 году — на выставке «Шедевры немецкой и русской живописи из музеев СССР», состоявшейся в Кёльне и Бонне, а в 1993 году — на проходившей в Токио, Наре и Фукуоке выставке «Передвижники в Третьяковской галерее».
Во время юбилейной выставки Левитана, проходившей в 2010—2011 годах в Москве, был проведён социологический опрос посетителей экспозиции. Согласно результатам этого опроса, «Весна — большая вода» оказалась на девятом месте среди наиболее понравившихся зрителям произведений художника, пропустив вперёд полотна «У омута» (1892, ГТГ), «Над вечным покоем» (1894, ГТГ), «Март» (1895, ГТГ), «Тихая обитель» (1890, ГТГ) и «Вечерний звон» (1892, ГТГ), «Золотая осень» (1895, ГТГ), «Заросший пруд» (1887, ГРМ) и «Берёзовая роща» (1895, ГТГ).

### Варианты названия картины
В литературе встречается несколько вариантов названия полотна «Весна — большая вода», в основном различающихся знаками препинания. В каталоге 25-й передвижной выставки, выпущенном в 1897 году, картина фигурировала под названием «Весна (большая вода)». В опубликованном в 1915 году каталоге Московского Румянцевского музея использовалось название «Весна — Большая вода» (слово «Большая» было написано с заглавной буквы). После 1925 года, когда картина вошла в собрание Третьяковской галереи, в искусствоведческих публикациях в основном используются два названия — «Весна — большая вода» и «Весна. Большая вода». В официальном каталоге Третьяковской галереи, соответствующий том которого был издан в 2001 году, полотно представлено под названием «Весна — большая вода».

## Сюжет и композиция
На картине изображён момент половодья, когда воды разлившейся реки покрыли прибрежные области, затопив всё вокруг, до самого горизонта. На переднем плане находится затопленный перелесок. То, что ветви деревьев частично срезаны правым краем холста, показывает, что перелесок продолжается за пределами полотна. Белые берёзки, расположенные в правой части перелеска и слева на берегу, поддерживают симметричность композиции. Вода тиха и неподвижна, в ней отражаются обнажённые ветви деревьев и высокое небо с лёгкими облаками. Вдали, в просветах между деревьями, видны стоящие на возвышении деревенские дома и затопленные водой сараи. Кроме дальних домов и сараев, о присутствии человека напоминает приткнувшаяся к берегу утлая лодочка, изображённая у нижнего края полотна.
Колорит картины образуется из тонких оттенков голубого, жёлтого и зелёного цветов. Преобладает голубая гамма, с которой сочетается желтизна берега и стволов деревьев. Голубые и жёлтые тона оживлены густым зелёным пятном ели, а также оттенками зелёного в соседнем с ней дубе и сараях вдали. Наиболее разнообразен голубой цвет: вода и небо полны оттенков от тёмно-голубого до практически белого. Белые облака сочетаются с цветом стволов берёз, которые также содержат и другие цвета — от коричневых до жёлто-зеленоватых. Картина очень гармонична и притягательна. Пейзаж написан чистыми, светлыми красками, придающими ему прозрачность и хрупкость, свойственные русской весенней природе. Картина наполнена весенней тихой радостью и спокойствием, она полна оптимизма от весеннего воскрешения природы.
Фрагменты картины «Весна — большая вода»
Чтобы подчеркнуть обилие света и получить тонкие оттенки различных цветов, Левитан использовал сложную технику с применением корпусной, но при этом относительно жидкой и тонкой краски, которая могла содержать примесь лака. Для передачи световых эффектов на белых стволах берёз художник пользовался более массивными корпусными прописками, сглаживая их мастихином, а для выделения некоторых теневых участков были использованы лессировки. Обнажённые ветви деревьев, изображённые на фоне неба, содержат свободные и лёгкие лессировочные и полулессировочные прописки лиловатых и рыжеватых тонов. Описывая технику работы над картиной, искусствовед Алла Лужецкая отмечала, что «свобода её исполнения и отсутствие детализации есть сознательная живописная обобщённость, но отнюдь не этюдность и незаконченность».

## Эскизы и этюды
В 1896 году Левитан написал небольшой живописный эскиз будущей картины «Весна — большая вода» (холст, масло, 22,2 × 18,8 см, частное собрание). Хотя в некоторых публикациях этот эскиз называют этюдом, Алексей Фёдоров-Давыдов полагал, что его «вернее считать эскизом». По информации на 1966 год, он находился в собрании П. Н. Крылова (Москва). Этот эскиз экспонировался на персональных выставках Левитана 1938—1939 и 1960—1961 годов, в обоих случаях проходивших в Москве (ГТГ) и Ленинграде (ГРМ).
Также известно, что существовал этюд для картины «Весна — большая вода» (дерево, масло, 31,2 × 26 см), который хранился в Смоленской картинной галерее, а затем в Сычёвском краеведческом музее, расположенном в городе Сычёвка Смоленской области. Этот этюд был утрачен в годы Великой Отечественной войны, когда музей был полностью разрушен и разграблен. До войны он экспонировался на персональных выставках Левитана 1938—1939 годов в Москве (ГТГ) и Ленинграде (ГРМ). Сохранилось чёрно-белое изображение этого этюда, опубликованное в журнале «Искусство» (1938, № 4). По причине его «меньшей композиционной упорядоченности» Алексей Фёдоров-Давыдов считал его «первоначальным этюдом» и писал, что «если нельзя судить о его колорите, то можно говорить об общем замысле и композиции», которая «очень близка и к последующему эскизу, и к самой картине».
Искусствовед Фаина Мальцева также относит к числу подготовительных материалов небольшой рисунок изб, затопленных половодьем. Этот рисунок хранится в собрании Третьяковской галереи.

## Отзывы и критика

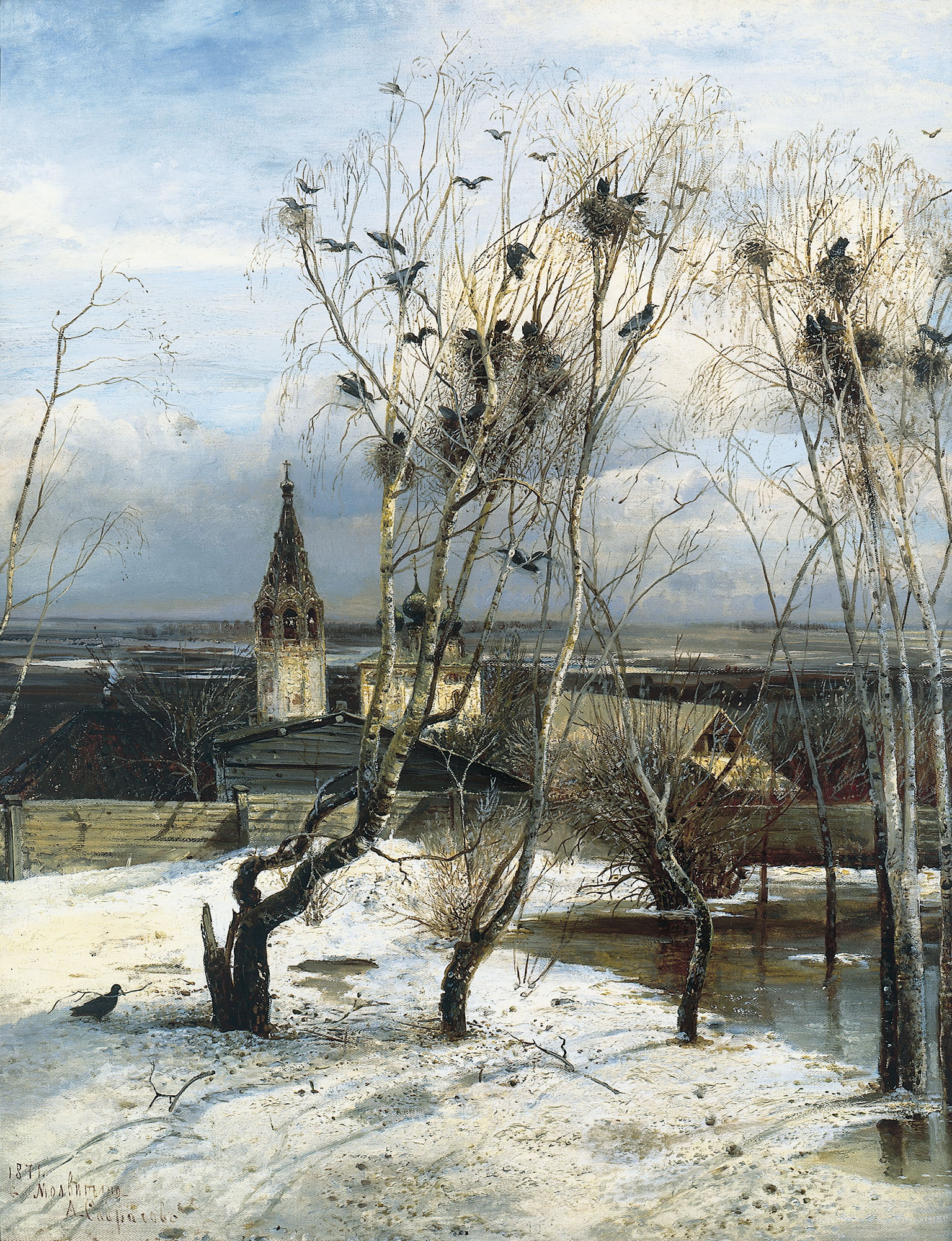
Алексей Саврасов. Грачи прилетели (1871, ГТГ)

Сравнивая картину «Весна — большая вода» с полотном «Грачи прилетели», написанным в 1871 году учителем Левитана Алексеем Саврасовым, искусствовед Михаил Алпатов отмечал определённое сходство их сюжетов: «такие же тонкие берёзки, выстроенные в ряд, изогнутые и голые; за ними оттаявшая речка и скромные деревянные строения». В то же время Алпатов указывал на существенные отличия этих произведений: у Саврасова — «хмурое, низко нависшее весеннее небо», а у Левитана — «прозрачная весенняя синева и золотистые лучи на песчаном берегу». При этом, по словам Алпатова, главное различие заключается не в сюжете, а в характере живописного языка: в пейзаже Саврасова «нечто совершается, происходит», суета и галдёж прилетевших грачей придают картине несколько бытовой характер, в то время как у Левитана «всё запело, зазвучало, прониклось музыкальным строем, всё внешнее и случайное исполнилось особенного смысла, и потому полнее вылилась в живописи скорбно-радостная, чуткая душа художника». Алпатов также проводил аналогию с левитановским «Мартом»: в обоих произведениях не видно человека, но другие предметы напоминают о его присутствии — брошенная лодка и далёкие дома в «Весне — большой воде» и пустые сани в «Марте».

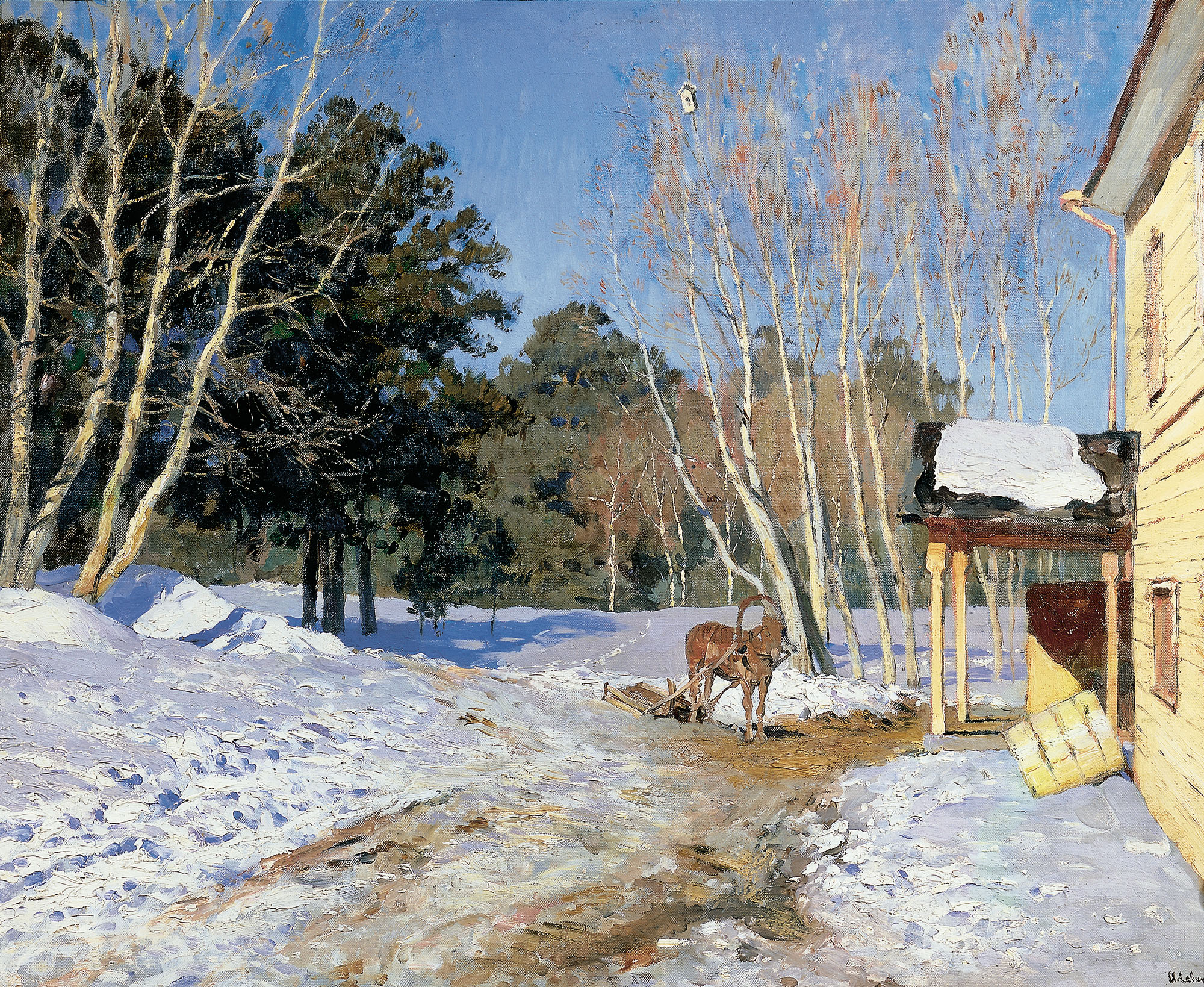
Исаак Левитан. Март (1895, ГТГ)

Искусствовед Татьяна Коваленская писала, что в картине «Весна — большая вода» нашла своё идеальное воплощение такая особенность русской природы, как «доминанта неба, его лёгкая воздушность». По мнению Коваленской, это полотно «знаменует собой „воссоединение“ Левитана периода его подмосковных и волжских пейзажей с Левитаном „Марта“ и „Золотых осеней“» и подтверждает, что поэтическая правда русского пейзажа состоит для художника «больше в его тонкой одухотворённости, нежели в декоративной яркости красок». Коваленская считала картину «Весна — большая вода» одной из лучших в творчестве Левитана — одним из тех произведений, в которых его кисть «как бы подводит итог всего накопленного мастерства живописца».
По словам искусствоведа Алексея Фёдорова-Давыдова, картина «Весна — большая вода» принадлежит к числу «значительнейших произведений Левитана». По его мнению, её с полным правом можно считать заключением начатого в 1895 году цикла лирических пейзажей «по своей не только завершённости и образа и живописной манеры, но и некоторой даже их рафинированности». Отмечая удивительную «песенность» и «музыкальность» композиционного ритма полотна, Фёдоров-Давыдов писал, что «Весна — большая вода» является «одной из самых тонких, лирических картин Левитана».

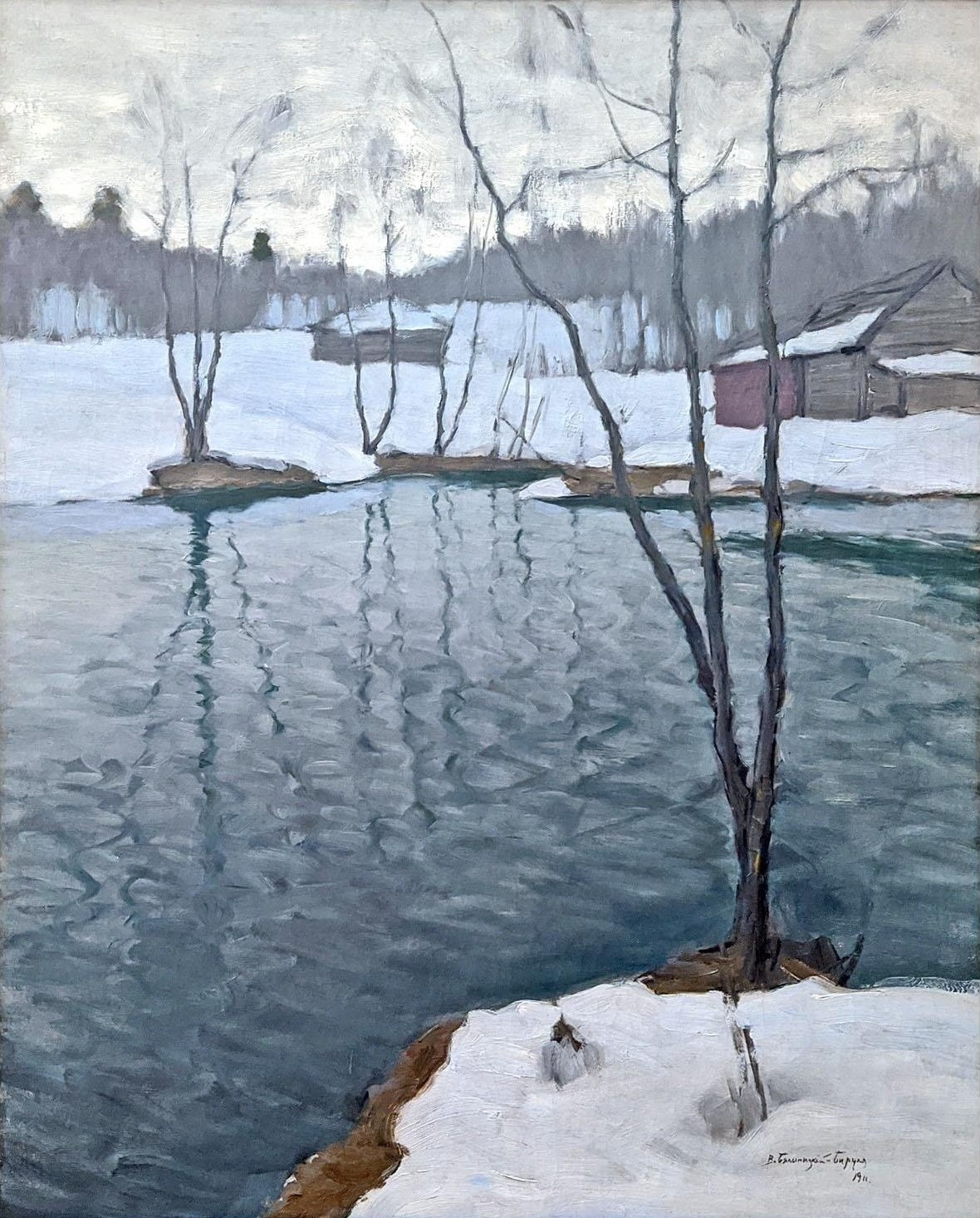
Витольд Бялыницкий-Бируля. Весна идёт (1911, ГТГ)

По мнению искусствоведа Владимира Петрова, картина «Весна — большая вода» является одной из вершин не только «поэтической весенней лирики» Левитана, но и вообще всей «русской весенней лирики». Петров писал, что в результате тщательной работы художника, включавшей в себя выверку цветовой гармонии и пропорциональности «музыкального» строя, появилось «произведение, исполненное высокой, скромной простоты, естественности, и в то же время чрезвычайно изящное, хрупкограциозное». По словам Петрова, все составляющие этого полотна — голубое небо с белыми облаками, деревья вместе с их отражениями в воде, а также крестьянские избы на дальнем берегу — «сливаются в этой картине в настолько мелодичное, прозрачно-светлое целое, что зритель, вглядываясь, вживаясь в это очарованное пространство, почти растворяется в „голубой глубине“ (А. Платонов) солнечного весеннего дня».
Отмечая, что левитановский пейзаж «Весна — большая вода» «полон солнца и надежд», искусствовед Владимир Круглов писал, что «созданный художником образ соединяет лиризм мировидения и аналитическое начало в создании ясной композиции, в чётком членении планов, в естественности и красоте группировки деревьев». По его словам, «в рафинированном ажуре линий» этого пейзажа, «гармонии единичного и целого, музыке отражений есть подлинная „весна света“». По мнению Круглова, использованный в этом произведении мотив половодья с деревенскими домами на берегу и подтопленными сараями положил начало устойчивой традиции в русской, а затем и советской пейзажной живописи, которая была подхвачена «младшими передвижниками» и некоторыми членами Союза русских художников. В качестве характерного примера следования этой традиции Круглов приводил творчество одного из учеников Левитана — Витольда Бялыницкого-Бирули.

## Комментарии
1. 1 2 3  Для датировки событий, происходивших в Российской империи, используется юлианский календарь («старый стиль»).